# Liste der Naturdenkmale in Staig
| Naturdenkmale | Anzahl |
| ------------- | ------ |
| FND           | 3      |
| END           | 10     |
| Gesamt        | 13     |

Die Liste der Naturdenkmale in Staig nennt die verordneten Naturdenkmale (ND) der im baden-württembergischen Alb-Donau-Kreis liegenden Gemeinde Staig. In Staig gibt es insgesamt dreizehn als Naturdenkmal geschützte Objekte, davon drei flächenhafte Naturdenkmale (FND) und zehn Einzelgebilde-Naturdenkmale (END).
Stand: 1. November 2016.

## Flächenhafte Naturdenkmale (FND)
| Name                          | Bild | Kennung     | Einzelheiten | Position | Fläche Hektar | Datum        |
| ----------------------------- | ---- | ----------- | ------------ | -------- | ------------- | ------------ |
| Hohlweg ‚Höll‘                | BW   | 84251380003 | Staig        | ⊙        | 0,2           | 7. Okt. 2003 |
| Hohlweg ‚Pfarrbühl/Bühläcker‘ | BW   | 84251380014 | Staig        | ⊙        | 0,1           | 7. Okt. 2003 |
| Sandabbruch ‚Hessental‘       | BW   | 84251380005 | Staig        | ⊙        | 0,1           | 7. Okt. 2003 |
| Legende für Naturdenkmal      |      |             |              |          |               |              |

## Einzelgebilde (END)
| Name                                            | Bild | Kennung     | Einzelheiten | Position | Fläche Hektar | Datum        |
| ----------------------------------------------- | ---- | ----------- | ------------ | -------- | ------------- | ------------ |
| 1 Kopfweide am Mühlbach                         | BW   | 84251380008 | Staig        | ⊙        | 0,0           | 7. Okt. 2003 |
| 1 Sommerlinde an der Unterweiler Straße         | BW   | 84251380011 | Staig        | ⊙        | 0,0           | 7. Okt. 2003 |
| 1 Sommerlinde bei der Mühle                     | BW   | 84251380013 | Staig        | ⊙        | 0,0           | 7. Okt. 2003 |
| 1 Stieleiche an der Traubenstraße               | BW   | 84251380010 | Staig        | ⊙        | 0,0           | 7. Okt. 2003 |
| 1 Stieleiche beim Ortszentrum                   | BW   | 84251380004 | Staig        | ⊙        | 0,0           | 7. Okt. 2003 |
| 1 Stieleiche südlich von Weinstetten            | BW   | 84251380009 | Staig        | ⊙        | 0,0           | 7. Okt. 2003 |
| 1 Weißbirke („Zeckenbaum“)                      | BW   | 84251380007 | Staig        | ⊙        | 0,0           | 7. Okt. 2003 |
| 1 Winterlinde am Birkenweg                      | BW   | 84251380012 | Staig        | ⊙        | 0,0           | 7. Okt. 2003 |
| 1 Winterlinde an der Straße nach Schnürpflingen | BW   | 84251380006 | Staig        | ⊙        | 0,0           | 7. Okt. 2003 |
| 2 Linden am Feldkreuz ‚Bosch‘                   | BW   | 84251380015 | Staig        | ⊙        | 0,0           | 7. Okt. 2003 |
| Legende für Naturdenkmal                        |      |             |              |          |               |              |